# Camera dei pari (Regno di Sicilia)
La Camera dei pari, nel Regno di Sicilia, fu una delle due camere legislative del Parlamento, dal 1812 al 1816 e brevemente nel 1848; si trattava di una forma di paria basata su un modello molto simile a quello della Paria britannica.

## Storia
Con la Costituzione siciliana del 1812 fu soppresso il regime feudale, e il potere legislativo venne attribuito al parlamento composto da due camere, una detta dei "comuni" (corrispondente al braccio demaniale), eleggibile con voto censitario e palese e l'altra dei "pari", con carica "perpetua, inalienabile ed ereditaria".
La "Camera dei Pari di Sicilia" di nomina regia, con carica vitalizia, era formata dai maggiori ex feudatari, ecclesiastici e militari siciliani. Sebbene indubbiamente basata sull'istituzione britannica, la sua origine storica va ricercata nel parlamento siciliano, l'antica assemblea stabilita nel Regno di Sicilia già in epoca normanna.
La costituzione venne concepita durante il periodo di protettorato inglese sull'isola che faceva riferimento a lord William Bentinck.
Al Capo XIX della costituzione era stabilito che "ogni proposta relativa a sussidi e imposizioni dovrà iniziarsi nella Camera de' Comuni. Quella de' Pari avrà solamente il dritto di assentirvi o dissentirvi, senza potervi fare alterazione o modificazione alcuna".
Il re, che convocava le due camere almeno una volta l'anno, aveva potere di veto sulle leggi del parlamento.
Con l'unificazione del Regno di Sicilia con quello di Napoli nel dicembre 1816, e la conseguente nascita del Regno delle Due Sicilie, fu di fatto soppresso.
Con la Rivoluzione siciliana del 1848-49 la successiva costituzione del 10 febbraio 1848 si apportarono diverse modifiche a questa istituzione assembleare, in primo luogo escludendo dall'assemblea tutte quelle famiglie che si appoggiavano su titoli intestati a famiglie non siciliane (escludendo così quei membri dell'aristocrazia napoletana che, per via successoria, erano giunti in possesso di un feudo "decorato" da parì). Successivamente per i parì dichiarati "vacanti", venne istituita la possibilità che esse divenissero elettive attraverso la nomina di un membro provvisorio votato dalla stessa Camera.
Con lo statuto costituzionale del 10 luglio 1848, la Camera dei pari siciliana venne abolita e sostituita dal Senato, al quale potevano venire eletti i pari, a condizione che firmassero la dichiarazione del 13 luglio 1848 che deponeva Ferdinando II.

## Composizione

### Regno di Sicilia 1812-1816
| Seggio | Titolare                                                  |
| ------ | --------------------------------------------------------- |
| 1      | Arcivescovo di Palermo                                    |
| 2      | Arcivescovo di Messina                                    |
| 3      | Arcivescovo di Monreale                                   |
| 4      | Vescovo di Catania                                        |
| 5      | Vescovo di Siracusa                                       |
| 6      | Vescovo di Girgenti                                       |
| 7      | Vescovo di Patti                                          |
| 8      | Vescovo di Cefalù                                         |
| 9      | Vescovo di Mazara                                         |
| 10     | Vescovo di Lipari                                         |
| 11     | Archimandrita di Messina                                  |
| 12     | Gran Priore di San Giovanni di Messina                    |
| 13     | Abate nullius di Santa Lucia                              |
| 14     | Commendatore della Magione di Palermo                     |
| 15     | Abate di Santa Maria di Altofonte                         |
| 16     | Abate di Santo Spirito                                    |
| 17     | Abate di Santa Maria di Maniace                           |
| 18     | Abate di Sant'Angelo di Brolo                             |
| 19     | Abate di San Pietro e Paolo di Itala                      |
| 20     | Abate di San Giovanni degli Eremiti                       |
| 21     | Abate di Santa Maria la Novara                            |
| 22     | Abate di Santa Maria la Grotta in Marsala                 |
| 23     | Abate di Santa Maria di Roccamadore                       |
| 24     | Abate di San Pietro e Paolo d'Agrò                        |
| 25     | Abate di Santa Maria di Gala                              |
| 26     | Abate di Santa Maria di Mandanici                         |
| 27     | Abate di San Pantaleone in Alcara Li Fusi                 |
| 28     | Abate di Santa Maria di Mili                              |
| 29     | Abate di San Michele di Troina                            |
| 30     | Abate di San Gregorio di Gibiso                           |
| 31     | Abate di Santa Maria di Roccadia                          |
| 32     | Abate di San Filippo de Grandis                           |
| 33     | Abate di San Filippo di Fragalà                           |
| 34     | Abate di Santa Maria di Bordonaro                         |
| 35     | Abate di San Nicolò del Fico                              |
| 36     | Priore di Sant'Andrea di Piazza                           |
| 37     | Priore di Santa Croce di Messina                          |
| 38     | Abate di Santo Spirito di Caltanissetta                   |
| 39     | Abate di San Nicandro                                     |
| 40     | Abate di Santa Caterina di Linguaglossa                   |
| 41     | Abate di Santa Lucia di Noto                              |
| 42     | Abate di Santa Maria di Terrana                           |
| 43     | Priore dei Benefici di San Matteo della Gloria di Messina |
| 44     | Abate di Santa Maria delle Giumbarre                      |
| 45     | Abate di Santa Maria di Nuovaluce                         |
| 46     | Abate di Santa Maria del Piano di Capizzi                 |
| 47     | Abate di San Giacomo d'Altopasso di Naro                  |
| 48     | Abate di San Martino de Scalis                            |
| 49     | Abate di San Placido di Calonerò                          |
| 50     | Abate di San Nicolò l'Arena                               |
| 51     | Precettore di San Calogero                                |
| 52     | Priore di Santa Maria la Nova di Monreale                 |
| 53     | Abate di Gangi lo Vecchio                                 |
| 54     | Abate di Santa Maria di Pedaly                            |
| 55     | Abate della Santissima Trinità di Castiglione             |
| 56     | Abate di Sant'Anna la Portella                            |
| 57     | Abate di Santa Maria dell'Arco                            |
| 58     | Abate di Sant'Anastasia                                   |
| 59     | Abate della Santissima Trinità di Delia                   |
| 60     | Abate di Santa Maria del Fundrò                           |
| 61     | Abate di San Filippo di Santa Lucia                       |

| Seggio | Titolo e feudo                          | Famiglia              |
| ------ | --------------------------------------- | --------------------- |
| 1      | Principe di Butera                      | Branciforte           |
| 2      | Principe di Castelvetrano               | Pignatelli            |
| 3      | Principe di Paternò                     | Moncada               |
| 4      | Principe di Castelbuono                 | Ventimiglia           |
| 5      | Principe di Trabia                      | Lanza                 |
| 6      | Principe di Castiglione                 | Rospigliosi           |
| 7      | Principe di Villafranca                 | Alliata               |
| 8      | Principe di Paceco                      | Sanseverino           |
| 9      | Principe di Roccafiorita                | Bonanno               |
| 10     | Principe di Scaletta                    | Ruffo di Calabria     |
| 11     | Principe di Maletto                     | Spadafora             |
| 12     | Principe di Pantelleria                 | Requesens             |
| 13     | Principe di Palazzolo                   | Ruffo di Calabria     |
| 14     | Principe di Leonforte                   | Branciforte           |
| 15     | Principe di Carini                      | La Grua               |
| 16     | Principe di Castelnuovo                 | Cottone               |
| 17     | Principe di Campofranco                 | Lucchese Palli        |
| 18     | Principe di Aragona                     | Naselli               |
| 19     | Principe di Scordia                     | Lanza                 |
| 20     | Principe di Valguarnera                 | Valguarnera           |
| 21     | Principe di Resuttano                   | Napoli                |
| 22     | Principe di Partanna                    | Grifeo                |
| 23     | Principe di Malvagna                    | Migliaccio            |
| 24     | Principe di Calvaruso                   | Trigona               |
| 25     | Principe di Monforte                    | Moncada               |
| 26     | Principe di Palagonia                   | Gravina               |
| 27     | Principe di Cassaro                     | Statella              |
| 28     | Principe di Biscari                     | Paternò Castello      |
| 29     | Principe di Mezzojuso                   | Corvino               |
| 30     | Principe di Montevago                   | Gravina               |
| 31     | Principe di Mirto                       | Filangeri             |
| 32     | Principe di Galati                      | De Spucches           |
| 33     | Principe di Raffadali                   | Montaperto            |
| 34     | Principe di Militello                   | Gallego               |
| 35     | Principe di Cerami                      | Rosso                 |
| 36     | Principe di Campofiorito                | Reggio                |
| 37     | Principe di Aci Santi Antonio e Filippo | Reggio                |
| 38     | Principe di Sciara                      | Notarbartolo          |
| 39     | Principe di Sant'Antonino               | Bonanno               |
| 40     | Principe di Comitini                    | Gravina               |
| 41     | Principe di Furnari                     | Marziani              |
| 42     | Principe di Rosolini                    | Platamone             |
| 43     | Principe di Spadafora                   | Spadafora             |
| 44     | Principe di Ramacca                     | Gravina               |
| 45     | Principe di San Teodoro                 | Brunaccini            |
| 46     | Principe di Belmonte                    | Ventimiglia           |
| 47     | Principe di Ficarazzi                   | Giardina              |
| 48     | Principe di Mola                        | Villadicani           |
| 49     | Principe di Camporeale                  | Beccadelli di Bologna |
| 50     | Principe di Castelforte                 | Gravina               |
| 51     | Duca di Bivona                          | Alvarez de Toledo     |
| 52     | Duca di Castrofilippo                   | Monreale              |
| 53     | Duca di Palma                           | Tomasi                |
| 54     | Duca di Reitano                         | Colonna               |
| 55     | Duca di Montagnareale                   | Viannisi              |
| 56     | Duca di Piraino                         | Denti                 |
| 57     | Duca di Serradifalco                    | Lo Faso               |
| 58     | Duca di Sperlinga                       | Oneto                 |
| 59     | Duca di Gualtieri                       | Avarna                |
| 60     | Duca di Misterbianco                    | Trigona               |
| 61     | Duca di Cesarò                          | Colonna               |
| 62     | Duca di Carcaci                         | Paternò Castello      |
| 63     | Duca di Castelluccio                    | Agraz                 |
| 64     | Duca di Acquaviva                       | Oliveri               |
| 65     | Duca di Villarosa                       | Notarbartolo          |
| 66     | Duca di Sorrentino                      | Landolina             |
| 67     | Duca di Vatticani                       | Termine               |
| 68     | Duca di Bronte                          | Nelson                |
| 69     | Marchese di Marineo                     | Pilo                  |
| 70     | Marchese di Giarratana                  | Settimo               |
| 71     | Marchese di Sambuca                     | Beccadelli di Bologna |
| 72     | Marchese di Montemaggiore               | Licata                |
| 73     | Marchese di Santa Croce                 | Celeste               |
| 74     | Marchese di Sortino                     | Specchi Gaetani       |
| 75     | Marchese di Motta d'Affermo             | Castelli              |
| 76     | Marchese di Tortorici                   | Mastrilli             |
| 77     | Marchese di Roccalumera                 | Ardoino               |
| 78     | Marchese di San Cataldo                 | Galletti              |
| 79     | Marchese di Ogliastro                   | Parisio               |
| 80     | Marchese di Lucca                       | Filangeri             |
| 81     | Marchese di Capizzi                     | Paternò Castello      |
| 82     | Marchese di Mongiuffi Melia             | Corvaja               |
| 83     | Marchese di Camporotondo                | Natoli                |
| 84     | Marchese di Alimena                     | Fatta del Bosco       |
| 85     | Marchese di Murata                      | Santostefano          |
| 86     | Marchese di Bagni                       | Daniele               |
| 87     | Marchese di San Ferdinando              | Rostagni              |
| 88     | Marchese di Manchi di Bilici            | Paternò di Raddusa    |
| 89     | Conte di Modica                         | FitzJames Stuart      |
| 90     | Conte di Naso                           | Joppolo               |
| 91     | Barone di Ficarra                       | Musto                 |
| 92     | Barone di Castania                      | Galletti              |
| 93     | Barone di Santo Stefano di Mistretta    | Trigona               |
| 94     | Barone di Tripi                         | Cesareo               |
| 95     | Barone di Longi                         | Napoli                |
| 96     | Barone di Pettineo                      | Paternò               |
| 97     | Barone di Prizzi                        | Calafato              |
| 98     | Barone delli Martini                    | Palermo               |
| 99     | Barone di Rocca                         | Valdina               |
| 100    | Barone di Godrano                       | Marziani              |
| 101    | Barone di Casalnuovo                    | Di Maria              |
| 102    | Barone di Vita                          | Sicomo                |
| 103    | Barone di Tusa                          | La Torre              |
| 104    | Barone di San Carlo                     | Filangeri             |
| 105    | Barone di Vallelunga                    | Papè                  |
| 106    | Barone di Gaggi                         | De Spucches           |
| 107    | Barone di Baucina                       | Calderone             |
| 108    | Barone di Ferla                         | Tarallo               |
| 109    | Barone di Gallidoro                     | Vigo                  |
| 110    | Barone di Riesi                         | Pignatelli            |
| 111    | Barone di Villadoro                     | D'Onofrio             |
| 112    | Barone di Campobello                    | San Martino Pardo     |
| 113    | Barone di Malinventre                   | Reggio                |
| 114    | Barone di Villasmundo                   | Asmundo Paternò       |
| 115    | Barone di Castelnormando                | Lucchese Palli        |
| 116    | Barone di Giardinello                   | Valguarnera           |
| 117    | Barone di Pachino                       | Starabba              |
| 118    | Barone di San Pietro                    | Clarenza              |
| 119    | Barone di Aliminusa                     | Milone                |
| 120    | Barone di Villalba                      | Palmeri               |
| 121    | Barone di San Cono                      | Trigona               |
| 122    | Barone di Burgio                        | De Michele            |
| 123    | Barone di Santo Stefano di Briga        | De Spucches           |
| 124    | Barone di Belvedere                     | Bonanno               |
| 125    | Barone di Caruso)                       |                       |

### Regno di Sicilia 1848-1849
| Seggio | Titolare                                   |
| ------ | ------------------------------------------ |
| 1      | Arcivescovo di Messina                     |
| 2      | Arcivescovo di Monreale                    |
| 3      | Vescovo di Girgenti                        |
| 4      | Vescovo di Patti                           |
| 5      | Vescovo di Cefalù                          |
| 6      | Vescovo di Caltagirone                     |
| 7      | Vescovo di Piazza                          |
| 8      | Abate di Santo Spirito                     |
| 9      | Abate di Santa Maria di Maniace            |
| 10     | Abate di San Giovanni degli Eremiti        |
| 11     | Abate di Santa Maria la Grotta             |
| 12     | Abate di Santa Maria di Gala               |
| 13     | Abate di Santa Lucia                       |
| 14     | Abate di Santa Maria di Mili               |
| 15     | Abate di San Giorgio lo Gibiso             |
| 16     | Abate di San Filippo di Fragalà            |
| 17     | Abate di San Nicandro                      |
| 18     | Abate di Santa Maria di Terrana            |
| 19     | Abate di San Martino de Scalis             |
| 20     | Abate di San Placido di Messina            |
| 21     | Abate di San Nicolò l'Arena                |
| 22     | Priore di Santa Maria la Nuova di Monreale |
| 23     | Abate di Gangi lo Vecchio                  |
| 24     | Abate di Santa Maria la Portella           |
| 25     | Abate di Santa Maria del Fundrò            |

| Seggio | Titolo e feudo                          | Famiglia              |
| ------ | --------------------------------------- | --------------------- |
| 1      | Principe di Butera                      | Lanza Branciforte     |
| 2      | Principe di Castelvetrano               | Pignatelli            |
| 3      | Principe di Paternò                     | Moncada               |
| 4      | Principe di Castelbuono                 | Ventimiglia           |
| 5      | Principe di Trabia                      | Lanza Branciforte     |
| 6      | Principe di Villafranca                 | Alliata               |
| 7      | Principe di Roccafiorita                | Bonanno               |
| 8      | Principe di Maletto                     | Spadafora             |
| 9      | Principe di Pantelleria                 | Requesens             |
| 10     | Principe di Leonforte                   | Branciforte           |
| 11     | Principe di Carini                      | La Grua               |
| 12     | Principe di Campofranco                 | Lucchese Palli        |
| 13     | Principe di Aragona                     | Naselli               |
| 14     | Principe di Scordia                     | Lanza Branciforte     |
| 15     | Principe di Valguarnera                 | Valguarnera           |
| 16     | Principe di Resuttano                   | Napoli                |
| 17     | Principe di Partanna                    | Grifeo                |
| 18     | Principe di Malvagna                    | Migliaccio            |
| 19     | Principe di Palagonia                   | Gravina               |
| 20     | Principe di Cassaro                     | Statella              |
| 21     | Principe di Montevago                   | Gravina               |
| 22     | Principe di Mirto                       | Filangeri             |
| 23     | Principe di Galati                      | De Spucches           |
| 24     | Principe di Raffadali                   | Montaperto            |
| 25     | Principe di Militello                   | Starabba              |
| 26     | Principe di Cerami                      | Asmundo Rosso         |
| 27     | Principe di Aci Santi Antonio e Filippo | Reggio                |
| 28     | Principe di Sciara                      | Notarbartolo          |
| 29     | Principe di Comitini                    | Gravina               |
| 30     | Principe di Furnari                     | Marziani              |
| 31     | Principe di Spadafora                   | Spadafora             |
| 32     | Principe di Ramacca                     | Gravina               |
| 33     | Principe di San Teodoro                 | Brunaccini            |
| 34     | Principe di Ficarazzi                   | Giardina              |
| 35     | Principe di Camporeale                  | Beccadelli di Bologna |
| 36     | Duca di Castrofilippo                   | Monreale              |
| 37     | Duca di Palma                           | Tomasi                |
| 38     | Duca di Piraino                         | Denti                 |
| 39     | Duca di Serradifalco                    | Lo Faso               |
| 40     | Duca di Sperlinga                       | Oneto                 |
| 41     | Duca di Gualtieri                       | Avarna                |
| 42     | Duca di Cesarò                          | Colonna               |
| 43     | Duca di Castelluccio                    | Agraz                 |
| 44     | Duca di Acquaviva                       | Oliveri               |
| 45     | Duca di Villarosa                       | Notarbartolo          |
| 46     | Duca di Sorrentino                      | Landolina             |
| 47     | Marchese di Marineo                     | Pilo                  |
| 48     | Marchese di Giarratana                  | Settimo               |
| 49     | Marchese di Sambuca                     | Beccadelli di Bologna |
| 50     | Marchese di Montemaggiore               | Termine               |
| 51     | Marchese di Santa Croce                 | Celeste               |
| 52     | Marchese di Motta                       | Castelli              |
| 53     | Marchese di Tortorici                   | Mastrilli             |
| 54     | Marchese di San Cataldo                 | Galletti              |
| 55     | Marchese di Lucca                       | Filangeri             |
| 56     | Marchese di Capizzi                     | Paternò Castello      |
| 57     | Marchese di Camporotondo                | Lucchese Palli        |
| 58     | Marchese di Alimena                     | Bosco                 |
| 59     | Marchese di Murata                      | Santostefano          |
| 60     | Marchese di Bagni                       | Daniele               |
| 61     | Marchese di San Ferdinando              | Rostagni              |
| 62     | Marchese di Manchi di Bilici            | Paternò di Raddusa    |
| 63     | Barone di Ficarra                       | Abbate                |
| 64     | Barone di Castania                      | Galletti              |
| 65     | Barone di Santo Stefano di Mistretta    | Trigona               |
| 66     | Barone di Tripi                         | Paratore              |
| 67     | Barone di Pettineo                      | Platamone             |
| 68     | Barone delli Martini                    | Palermo               |
| 69     | Barone di Rocca                         | Valdina               |
| 70     | Barone di Godrano                       | Cottù Marziani        |
| 71     | Barone di Tusa                          | La Torre              |
| 72     | Barone di Vallelunga                    | Papè                  |
| 73     | Barone di Gaggi                         | De Spucches           |
| 74     | Barone di Baucina                       | Calderone             |
| 75     | Barone di Ferla                         | Tarallo               |
| 76     | Barone di Gallidoro                     | Vigo                  |
| 77     | Barone di Campobello                    | San Martino Pardo     |
| 78     | Barone di Malinventre                   | Reggio                |
| 79     | Barone di Castelnormando                | Lucchese Palli        |
| 80     | Barone di Giardinello                   | Valguarnera           |
| 81     | Barone di Pachino                       | Starabba              |
| 82     | Barone di Aliminusa                     | Milone                |
| 83     | Barone di Villalba                      | Palmeri               |
| 84     | Barone di San Cono                      | Trigona               |
| 85     | Barone di Villaura                      | De Michele            |
| 86     | Barone di Belvedere                     | Bonanno               |